# (976) Benjamina
(976) Benjamina és un asteroide del cinturó principal descobert per l'astrònom Benjamin Jekhowsky en 1922 des de l'Observatori de Bouzaréah, Algèria.
Deu el nom a un dels fills del descobridor.
S'estima que té un diàmetre de 80,53 ± 2,5 km. La seva distància mínima d'intersecció de l'òrbita terrestre és d'1,87778 ua.
Les observacions fotomètriques recollides d'aquest asteroide mostren un període de rotació de 9,70 hores, amb una variació de lluentor de 9,22 de magnitud absoluta.